# Polygala rausiana
Polygala rausiana är en jungfrulinsväxtart som beskrevs av U.Raabe, Kit Tan, Iatroú, Vold och Gerald Parolly. Polygala rausiana ingår i släktet jungfrulinssläktet, och familjen jungfrulinsväxter. Inga underarter finns listade i Catalogue of Life.